# Praealticus semicrenatus
Praealticus semicrenatus är en fiskart som först beskrevs av Chapman, 1951.  Praealticus semicrenatus ingår i släktet Praealticus och familjen Blenniidae. Inga underarter finns listade i Catalogue of Life.